# 池宮城秀意
池宮城 秀意（いけみやぐしく（いけみやぐすく）　しゅうい、1907年1月7日－1989年5月24日）は、日本のジャーナリスト、元琉球新報社社長。
沖縄県出身。1930年、早稲田大学文学部ドイツ文学科を卒業。沖縄日報記者を務めたのち、1940年、沖縄県立中央図書館司書となった。第二次世界大戦中の1945年3月に防衛召集されて沖縄戦を経験し、6月に捕虜となった。
戦後の1946年には、ウルマ新報（のち「うるま新報」と改題、さらにその後琉球新報）の編集長となる。1949年に社長就任。1952年に、（改題後の）「琉球新報」社を退職、さらに1955年に主筆兼編集局長として同社に復職、1963年に前任者の死去に伴い同社社長に就任、1974年、同社の経営不振の責任を取り社長を退任し会長となった。1979年同社会長を退任。1971年、『沖縄に生きて』で日本エッセイスト・クラブ賞を受賞している。
2008年、琉球新報社は創刊115周年を記念して「琉球新報池宮城秀意記念賞」（略称「池宮城秀意賞」）を設け、「沖縄問題」を発信する個人や団体を表彰している。

## 著書
- 『戦場に生きた人たち 沖縄戦の記録』、サイマル出版会、1968年
- 『沖縄に生きて』 、サイマル出版会、1970年　改題「沖縄の戦場に生きた人たち」
- 『沖縄のアメリカ人 沖縄ジャーナリストの記録』、サイマル出版会、1971年
- 『沖縄人への遺言状 ふるさととの対話』、琉球新報社、1976年
- 『戦争と沖縄』、岩波書店（岩波ジュニア新書）、1980年7月
- 『沖縄反骨のジャーナリスト　池宮城秀意セレクション』ニライ社、1996年3月
  - 当項本文中の記述は本書の巻末年表による。